# System pogłębionej wiedzy
System pogłębionej wiedzy (ang. The Deming System of Profound Knowledge) – filozofia zarządzania stworzona przez Williama Edwardsa Deminga (1900-1993) – amerykańskiego statystyka zajmującego się zarządzaniem jakością.
Składa się z następujących bezwzględnie powiązanych między sobą fundamentów:
- Myślenie systemowe;
- Zrozumienie zmienności;
- Teoria wiedzy;
- Wybrane zagadnienia psychologii.

System – sieć współzależnych składników, które działając razem mają za zadanie osiągnąć założenie systemu. „Jedno ciało złożone z wielu części” (na przykład koncert okaże się katastrofą, jeżeli elementy orkiestry będą skupione na doskonałym zagraniu wyłącznie swoich części ignorując pozostałych jej członków). Cel systemu ma być jasny dla wszystkich i wybiegać w przyszłość (Przykładem celu może być misja instytucji.). Zarządzanie systemem wymaga wiedzy o zależnościach między składowymi i ludźmi pracującymi w nim. Im większa zależność, tym większa konieczność komunikacji i współpracy między nimi. Jest to środowisko, w którym wszyscy współpracują, aby osiągnąć cel systemu. Przykładem może być na poziomie makro – system edukacji, na poziomie mikro – placówka edukacji.
Zrozumienie zmienności – zmienność występuje między ludźmi, nakładami, efektami, usługami i produktami – można powiedzieć wręcz, że życie jest zmiennością. Istotne jest zrozumienie co zmienność mówi o procesie i ludziach pracujących w nim. Zmienność może pochodzić od przyczyn zwyczajnych lub nadzwyczajnych. Kiedy zmienność pojawia się losowo, ale ich efekt jest przypuszczalnie stabilny i przewidywalny mówimy o przyczynach zwyczajnych. W przebiegu procesu należy je kontrolować za pomocą metod statystycznych i ograniczać w celu uzyskania przewidywalnego efektu. Zmienność nadzwyczajna ma nieprzewidywalne źródła i nieprzewidywalny wpływ na efekt procesu, natomiast ich konsekwencje są poważne. Przykładem takiej zmienności są zdarzenia losowe takie jak powódź. Należy brać je pod uwagę w pierwszej kolejności i zarządzać ryzykiem z nim związanym. Warunkiem sukcesu jest zarządzanie zmiennością w systemie oraz uwzględnianie wpływu zmienności występującej poza systemem.
Teoria wiedzy – pomaga zrozumieć, że zarządzanie jest każdą formą przewidywania (warunków, zachowań, powiązań i postępu). Wiedza opiera się na teorii, z informacji jedynie nie można tworzyć nauki. Racjonalne przewidywanie jest oparte na obserwacji oraz analizie przyczyn i skutków.
Wybrane zagadnienia psychologii – psychologia pomaga zrozumieć ludzi, interakcji zachodzących między nimi oraz wpływ emocji w każdym systemie zarządzania. Rozwój jednostki ma wpływ na rozwój systemu. William Edwards Deming skupiał się na zrozumieniu ludzkich zachowań i traktowaniu ludzi uczciwie. Zwracał istotną rolę na funkcję menedżera w systemie. Musi on być świadomy różnic między ludźmi i wykorzystywać je do optymalizacji ich możliwości i skłonności. Menedżer pomaga ludziom zrozumieć system, jego założenia i cele oraz miejsce i rolę w nim poszczególnych jednostek. Powinien być dobrym trenerem i motywować ludzi do nauki. Jego zadaniem jest kreowanie atmosfery zaufania w której pracownicy chętnie ze sobą rozmawiają i zgłaszają zaobserwowane błędy jakości. Podkreśla pozytywny wpływ współpracy na system oraz straty wynikające z rywalizacji. Zdaje sobie sprawę, że pracownicy powinni odczuwać satysfakcję z wykonywanej pracy, aby być produktywnymi w wymaganym stopniu.
System pogłębionej wiedzy stanowi ostatnią myśl, nad którą William Edwards Deming pracował do swojej śmierci w grudniu 1993 roku. Została ona opublikowana po raz pierwszy w 1994 roku w książce „The New Economics for Industry, Government, Education” (London: MIT Press. Pp.92-115.). Stanowi podstawę dla 14 Tez Zarządzania Jakością (Czternaście zasad Deminga). [(1986). Out of the Crisis MIT/CAES]. Czternaście Tez stanowi naturalną aplikację „systemu pogłębionej wiedzy” do kompleksowego zarządzania jakością prowadzącego do optymalizacji zarządzania.
William Edwards Deming kładł nacisk na istotną rolę współpracy w działalności systemu we wszystkich obszarach i wskazywał, że taki model powinien zastąpić destrukcyjny klimat, w którym ma miejsce rywalizacja między ludźmi, grupami, działami i organizacjami. Elementy systemu pogłębionej wiedzy prowadzą do transformacji zarządzania. Zrozumienie tych czterech elementów zapewnia wartościowy wgląd w projekt lepszych praktyk nowego systemu zarządzania i efektywniejszy proces podejmowania decyzji.
W listopadzie 1993 roku został założony Instytut Deminga (The W. Edwards Deming Institute), którego zadaniem jest rozwój „Systemu pogłębionej wiedzy”.